# Salice Salentino
Salice Salentino è un comune italiano di 7 566 abitanti  della provincia di Lecce in Puglia, situato nella zona centrale del Salento, al confine con le province di Brindisi e Taranto.

## Geografia fisica

### Territorio

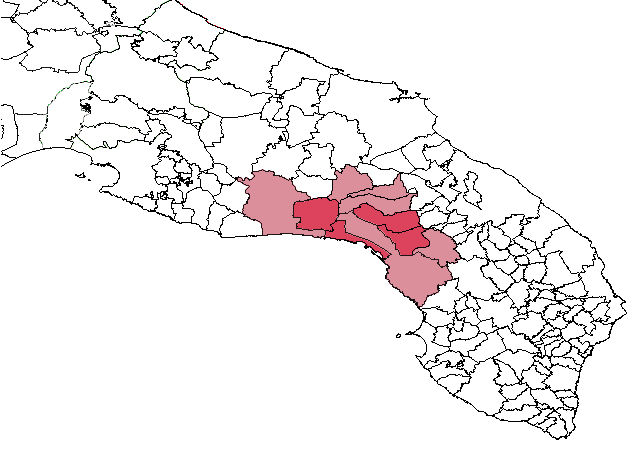
Terra d'Arneo

Il territorio del comune di Salice Salentino, situato nella parte nord-occidentale della provincia, si estende su una superficie di 58,99 km² e dista 18 km da Lecce. Posto nel nord Salento, segna il confine con le province di Brindisi e Taranto e confina a nord con il comune di Guagnano, a est con il comune di Campi Salentina, a sud con i comuni di Veglie e Nardò, a ovest con i comuni di Avetrana (TA) e San Pancrazio Salentino (BR).
La parte occidentale del territorio salicese ricade nella Terra d'Arneo, ovvero in quella parte della penisola salentina compresa nel versante ionico fra San Pietro in Bevagna e Torre dell'Inserraglio e che prende il nome da un antico casale, attestato in epoca normanna e poi abbandonato, localizzabile nell'entroterra a nord-ovest di Torre Lapillo. Particolare della Terra d'Arneo è la presenza di svariate masserie molte delle quali fortificate.
Il territorio possiede un profilo orografico pressoché uniforme: risulta compreso tra i 34 e i 99 m s.l.m., con la casa comunale a 47 m s.l.m. e un'escursione altimetrica complessiva pari a 65 metri.
- Classificazione sismica: zona 4 (sismicità molto bassa), Ordinanza PCM n. 3274 del 20/03/2003

### Clima
Il clima della zona è tipicamente mediterraneo, con estati calde, umide e siccitose, e con inverni freschi e ventilati. Le precipitazioni si concentrano prevalentemente nelle stagioni di autunno e inverno.
- Classificazione climatica di Salice Salentino:[6]
  - Zona climatica: C
  - Gradi giorno: 1 137

## Storia
Il primo documento in cui compare il nome "Salice" è un Diploma di Ruggero il Normanno, Duca di Puglia, datato 10 aprile 1102. Il nome trae origine dalla foresta di piante Salicacee che anticamente sorgeva nell'attuale territorio del comune. Questo casale, chiamato Oppidum Salicis, era posseduto da Guidone Sambiasi fino al 1277. Per concessione di Carlo I d'Angiò, il feudo passò ad Aimo Alemanno. Nel 1294 il Casale di Salice, accresciuto di popolazione, venne elevato al rango di Baronia e affidato ad un tale di nome Pandolfo. Nel 1392 passò sotto il dominio di Raimondo Orsini Del Balzo che fece costruire la sua residenza chiamata ancora oggi, pur essendo un rudere, la "Casa del Re". A lui successe il figlio, il marchese Giovanni Antonio.
Divenuto successivamente possesso dei baroni Zurlo fino al 1485, Ferdinando I di Napoli ne riprese il feudo, poiché Salvatore Zurlo partecipò alla congiura dei baroni, e lo rivendette alla famiglia Paladini. Passò quindi nel 1569 a Giovanni Antonio Albricci; questi governò il paese in modo esemplare tanto che il re, Filippo II di Spagna, nel 1591, gli conferì il titolo di Marchese di Salice. A lui si deve la costruzione del Convento dei Frati Minori edificato nei pressi di un'antica chiesa. Nel XVII secolo Salice passò agli Enriquez principi di Squinzano; non fu questo un periodo facile, a causa delle ripetute rivolte dei cittadini salicesi dovute all'obbligo di pagamento di forti dazi al governo spagnolo e ai potenti feudatari. Furono gli Enriquez, ed in particolare Gabriele Agostino, a istituire per la prima volta intorno al 1662 la "Fiera della Madonna della Visitazione" che si svolge ancora oggi il 2 luglio. Nel 1749 iniziò il dominio dei Filomarini, duchi di Cutrofiano, che durò fino al 1845. Altra famiglia nobile influente di Salice fu quella dei Capocelli, della quale Giovanni Andrea, nato a Salice nel 1582, fu colui al quale fu concesso il titolo da Filippo III di Spagna, e per lui Giuseppe Alfonso Pimentel de Herère, nel 1603. Lo stemma è un esempio di arma parlante; infatti, nella parte sinistra è presente un elmo e una cometa, su uno sfondo blu. Ciò rimanda alla probabile origine latina del cognome: "caput coeli", ossia "testa di cielo".

### Stemmi delle famiglie salicesi

Enriquez
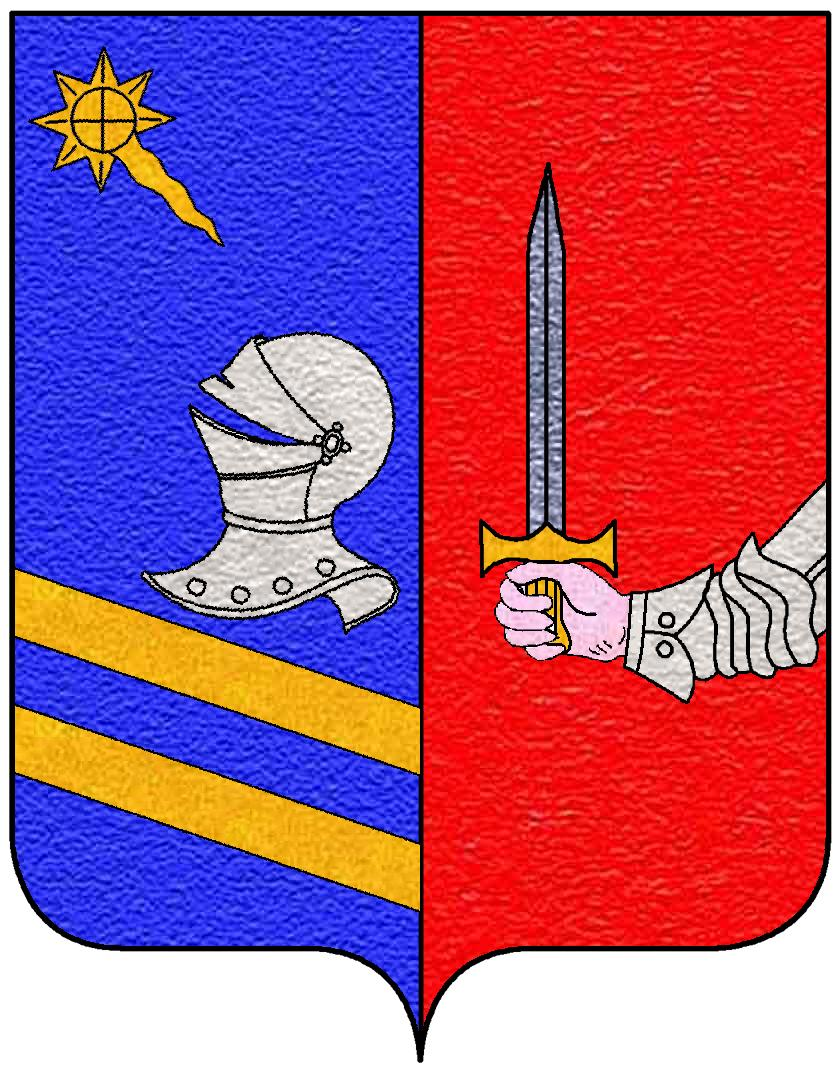
Capocelli

### Simboli
I simboli di Salice Salentino, usati liberamente anche se privi di formale decreto di concessione, sono descritti nello statuto comunale.
Stemma
(Art. 2 c. 2a dello Statuto comunale)
Gonfalone
(Art. 2 c. 2b dello Statuto comunale)
Bandiera
(Art. 2 c. 2c dello Statuto comunale)

## Monumenti e luoghi d'interesse

### Architetture religiose

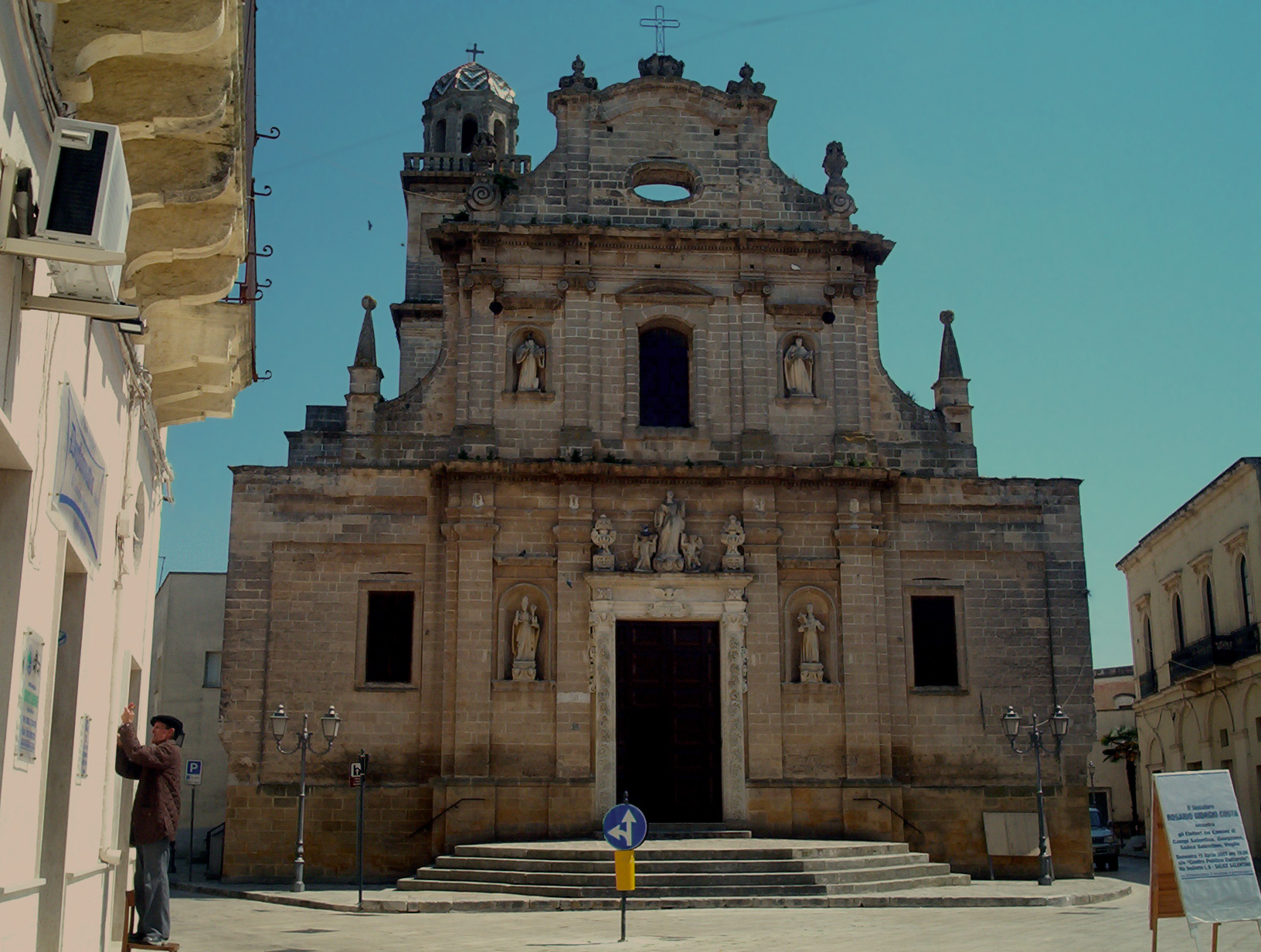
Chiesa madre

#### Chiesa madre di Santa Maria Assunta
La chiesa madre, dedicata a Santa Maria Assunta, risale al XVI secolo. Crollata il 3 marzo 1689, venne ricostruita a partire dal novembre dello stesso anno e aperta al culto nel 1713 come attesta un'epigrafe sita in loco.
Presenta una facciata in carparo scandita su tre livelli e partita da quattro lesene che nel terzo ordine culminano in pinnacoli. Il portale, in pietra leccese, è sormontato dal gruppo scultoreo dell'Assunta tra due putti e pinnacoli di fiori e frutta. Ai lati del portale si aprono due nicchie con le statue di San Francesco d'Assisi e Sant'Agostino; le due nicchie del secondo ordine accolgono le statue di San Tommaso d'Aquino e San Domenico di Guzman. La torre campanaria, terminata nella fine del Settecento, termina con una cupola maiolicata.
L'interno, a croce latina, è divisa in tre navate da poderosi pilastri; la copertura è con volte a vela alla leccese nelle navate laterali mentre nella navata centrale e nel transetto il soffitto è piano in quanto rifatto nel 1956. Nelle navate laterali sono collocati sei altari; altri quattro sono nel transetto. Al centro del catino absidale è l'altare maggiore, completamente ridefinito nel 1972. Settecenteschi sono il pulpito, e la cantoria (1702). Pregevole è il dipinto di Serafino Elmo datato 1750 raffigurante il Cristo Morto.

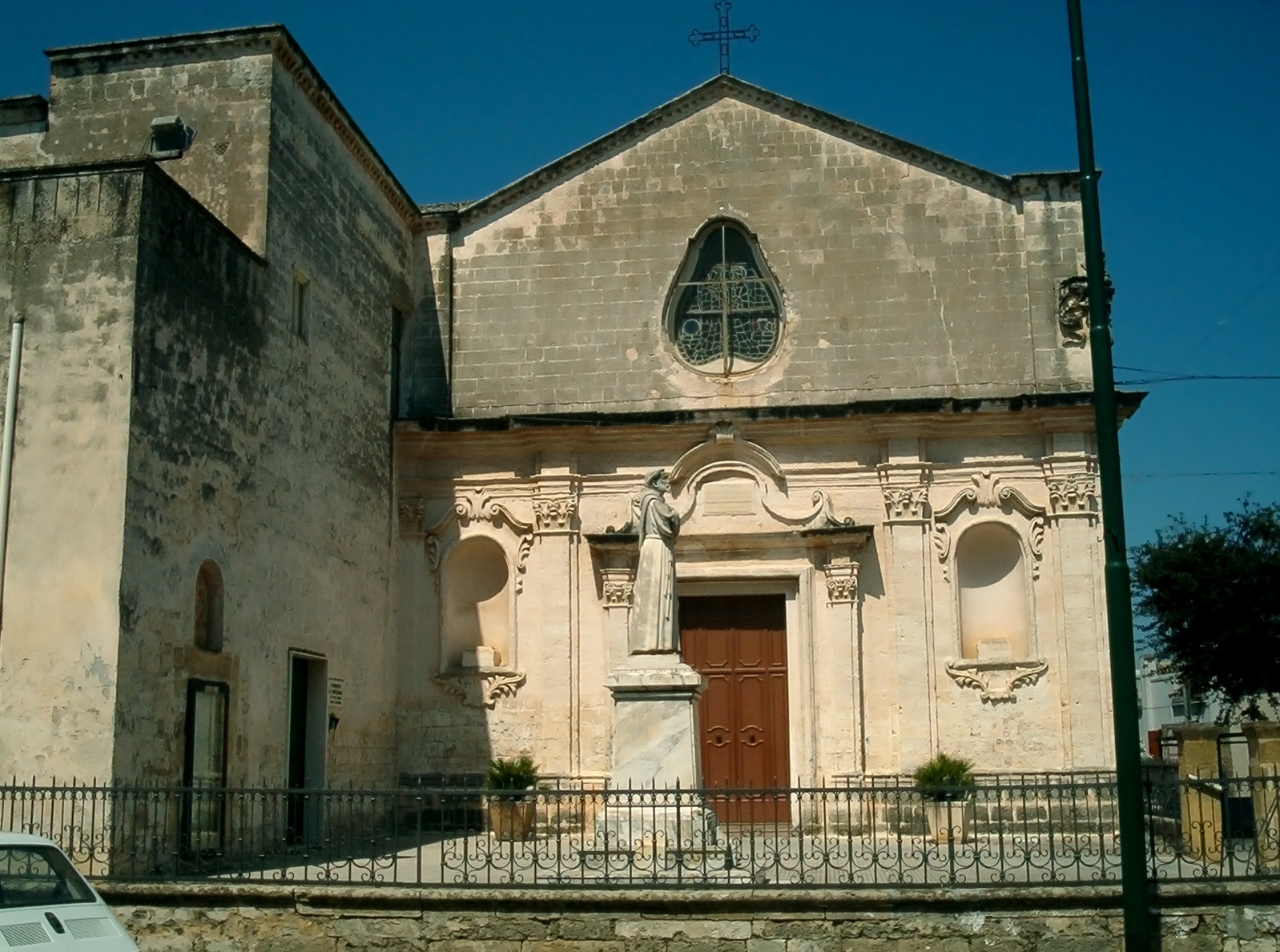
Convento dei Frati Minori e Chiesa della Visitazione

#### Convento dei Frati Minori e Chiesa della Visitazione
Il convento dei Frati Minori, edificato fra il 1587 ed il 1597, si deve allo scioglimento di un ex voto da parte del marchese Giovanni Antonio Albricci. Il convento fu eretto nel luogo in cui esisteva la piccola chiesa della Madonna del Soccorso, che divenne il presbiterio della nuova chiesa intitolata a Santa Maria della Visitazione.
La chiesa presenta una facciata costituita da due ordini; l'ordine inferiore, spartito da lesene con capitelli corinzi, ospita il portale d'ingresso affiancato da due nicchie vuote mentre l'ordine superiore, privo di decorazioni, accoglie una finestra centrale. L'interno, a navata unica, è ricco di stucchi settecenteschi e architetture barocche. Nella navata si aprono quattro brevi cappelle con relativi altari dedicati a San Pasquale Baylon e a San Francesco d'Assisi, a sinistra, alla Madonna Assunta e al Crocifisso, a destra. In una nicchia marmorea è ospitato il gruppo statuario della Visitazione. Sulla parete del presbiterio è collocata una grande tela raffigurante la Visita di Maria ad Elisabetta, opera del 1897 che sostituisce un quadro della fine del XVI secolo con lo stesso soggetto distrutto da un incendio nel 1895. Arricchisce l'interno un pregevole organo in legno.

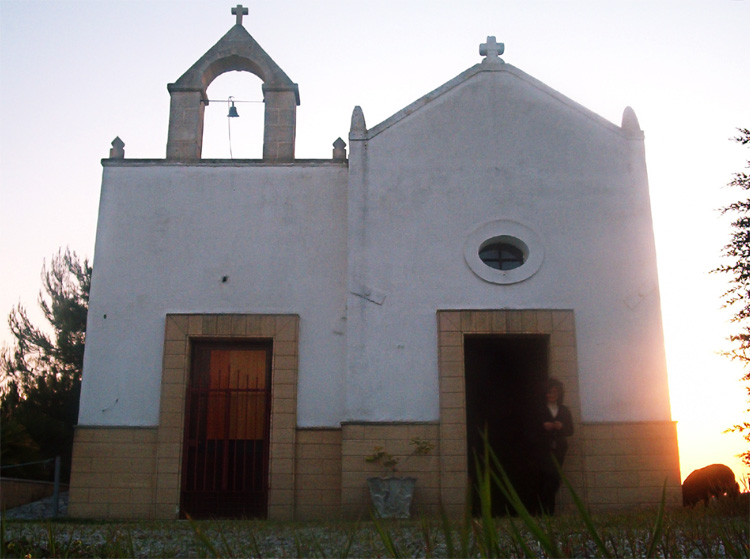
"La Cona", Chiesa della Madonna del Latte

Il convento, distribuito attorno a un monumentale chiostro con colonne e capitelli in stile dorico, è formato da larghi corridoi, numerose celle e da un ampio refettorio.

#### Altre chiese
- Chiesa della Madonna del Latte, XVI secolo.
- Chiesetta di San Giovanni Battista o di Santa Filomena, edificata nell'XI secolo fu più volte restaurata.
- Chiesetta dell'Immacolata.
- Chiesetta di Santa Maria.
- Chiesa di San Giuseppe Lavoratore (inaugurata nel 1977 per volere di Don Carlo Gatto, con Don Nino Russo primo parroco).

### Architetture civili
- Resti della Casa del Re; XIV secolo. Fu residenza di Raimondello Orsini del Balzo e della moglie Maria d'Enghien.

#### Masserie
- Masseria Casaute
- Masseria Casilli
- Masseria Cagnazzi
- Masseria Filippi
- Masseria Fontanelle
- Masseria Grassi
- Masseria Mazzetta

- Masseria Fortificata Monaci
- Masseria Fortificata Orsi o Li Ursi
- Masseria Palombaro
- Masseria Perrone
- Masseria Pezza
- Masseria San Chirico
- Masseria San Giovanni
- Masseria San Paolo

### Architetture militari

#### Castello Monaci

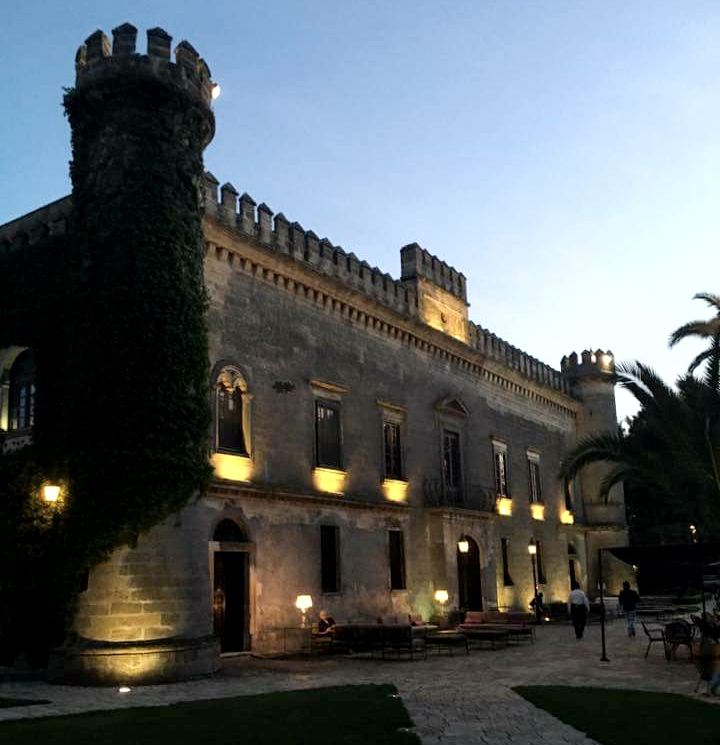
Castello Monaci a Salice Salentino

Castello Monaci : l'origine di questa fortificazione risale al XVI secolo e il nome riconduce alla presenza di un insediamento di monaci basiliani. Dapprima luogo di culto, l'edificio fu acquistato da diverse nobili famiglie che lo trasformarono in residenza privata. Fu soggetto a svariati rimaneggiamenti; il più consistente fu la costruzione di una nuova facciata nel XIX secolo. Al suo interno si conservano opere d'arte di notevole interesse artistico e storico.
Attualmente è di proprietà privata ed è stato convertito in lussuosa struttura ricettiva.
Nella proprietà sono siti l'omonima azienda vinicola ed un "museo del vino".

## Società

### Evoluzione demografica
Abitanti censiti

### Etnie e minoranze straniere
Al 31 dicembre 2017 a Salice Salentino risultano residenti 158 cittadini stranieri. Le nazionalità principali sono:
- Marocco - 62
- Romania - 25

### Lingue e dialetti
Il dialetto parlato a Salice Salentino è il dialetto salentino nella sua variante centrale che corrisponde al dialetto leccese. Il dialetto salentino, appartenente alla famiglia delle lingue romanze e classificato nel gruppo meridionale estremo, si presenta carico di influenze riconducibili alle dominazioni e ai popoli stabilitisi in questi territori nei secoli: messapi, greci, romani, bizantini, longobardi, normanni, albanesi, francesi, spagnoli.

## Economia

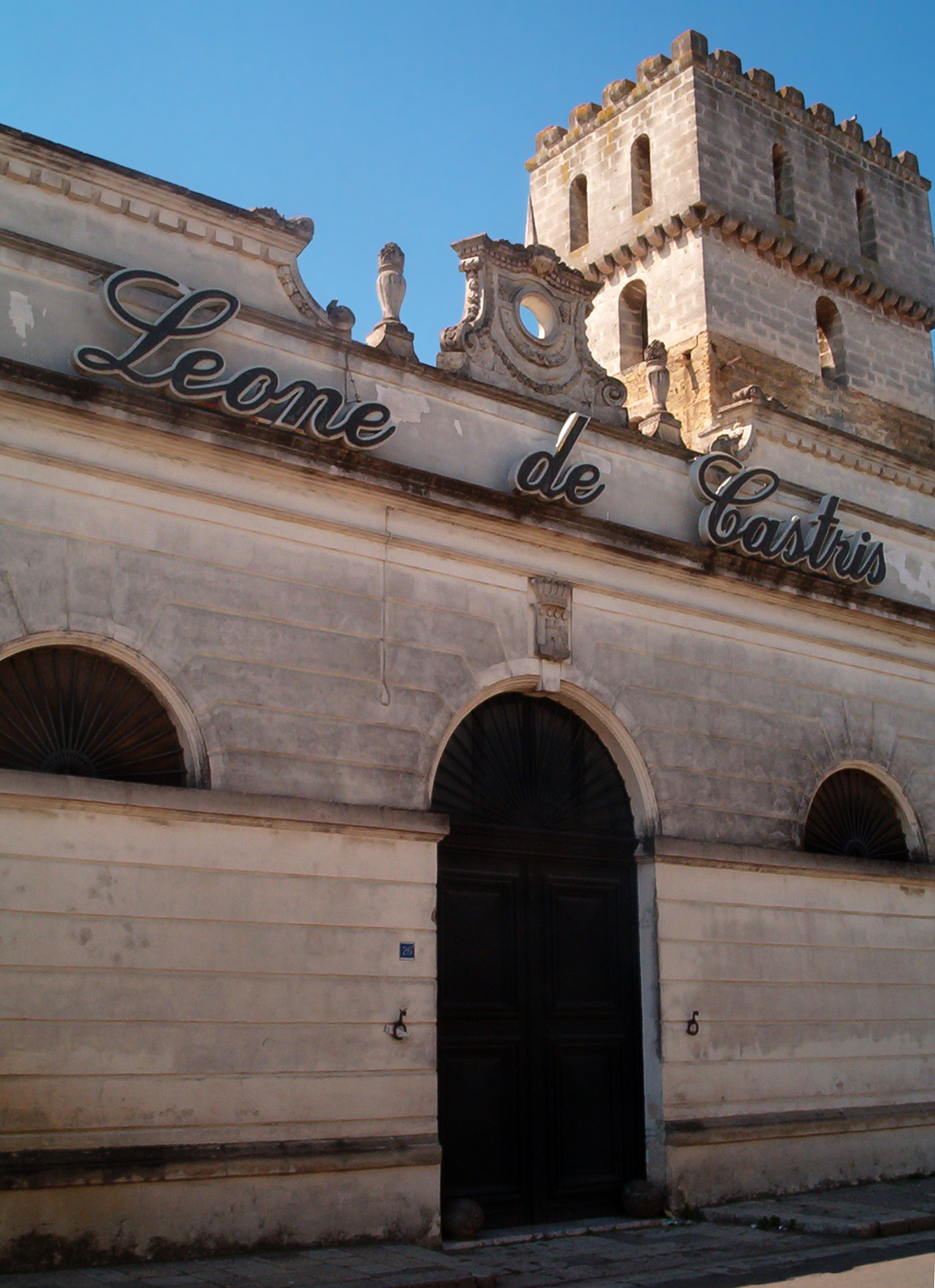
Sede dello stabilimento vinicolo Leone de Castris

Economia prettamente agricola, con stabilimenti vinicoli ed oleari, che trasformano il prodotto.
Il vino Salice Salentino ha ottenuto da tempo la Denominazione di origine controllata (DOC), ed ha ormai trovato collocazione sulle tavole e nelle cantine di tutto il mondo.

## Infrastrutture e trasporti

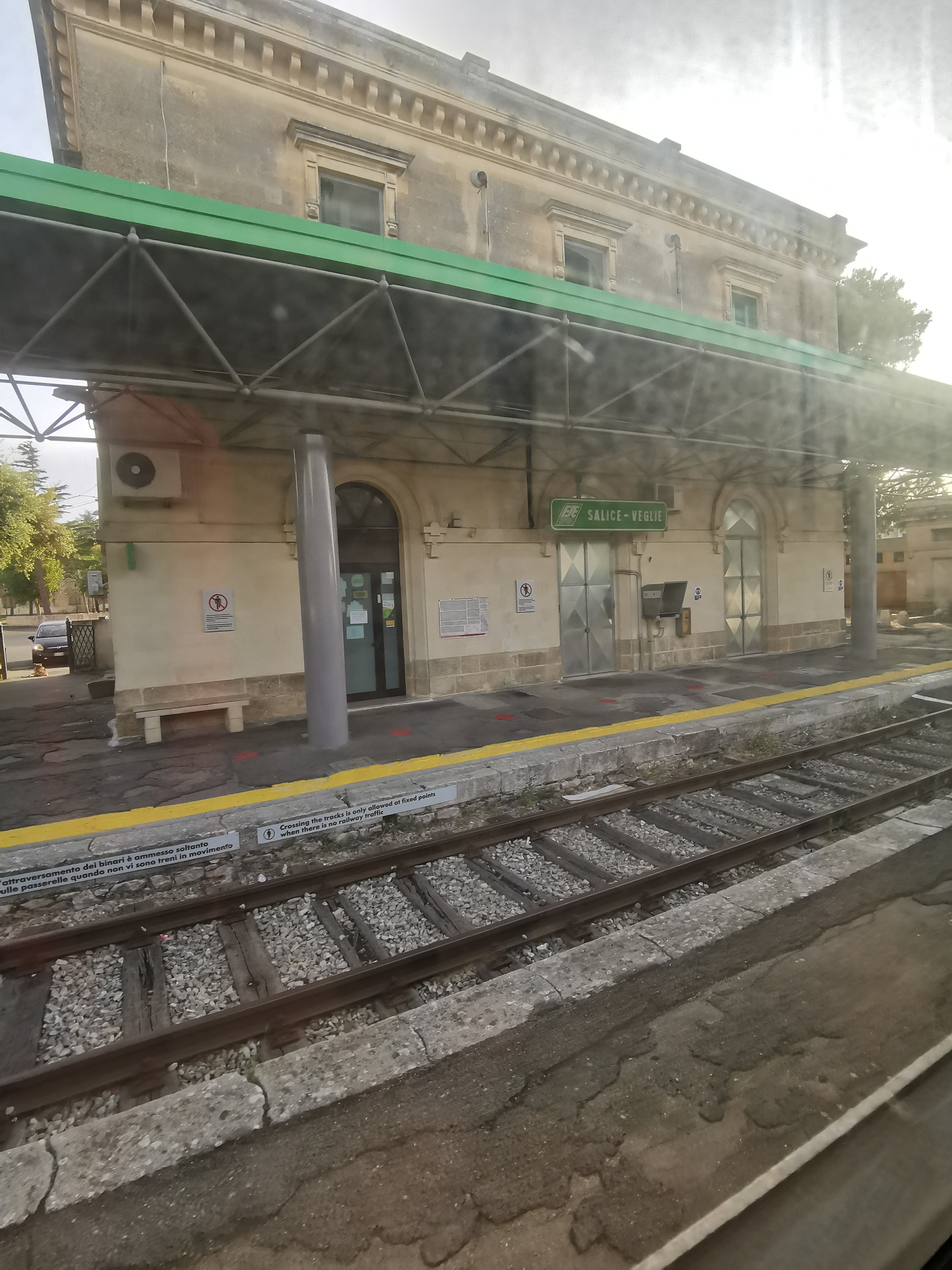
Stazione ferroviaria

### Strade
I collegamenti stradali principali sono rappresentati da:
- Strada statale 7 ter Salentina Lecce-Taranto.

Il centro è anche raggiungibile dalle strade provinciali interne SP4 Salice Salentino-Novoli-Lecce, SP17 Salice Salentino-Veglie, SP106 Salice Salentino-Guagnano, SP107 Salice Salentino-Avetrana, SP120 Salice Salentino-Carmiano.

### Ferrovie
La cittadina è servita da una stazione ferroviaria posta sulla linea Martina Franca-Lecce delle Ferrovie del Sud Est.

## Amministrazione
Di seguito è presentata una tabella relativa alle amministrazioni che si sono succedute in questo comune.
| Periodo           | Periodo          | Primo cittadino     | Partito                                                        | Carica      | Note   |
| ----------------- | ---------------- | ------------------- | -------------------------------------------------------------- | ----------- | ------ |
| 16 luglio 1987    | 27 maggio 1989   | Salvatore Innocente | Partito Comunista Italiano                                     | Sindaco     | [ 11 ] |
| 28 settembre 1989 | 26 aprile 1992   | Salvatore Innocente | Partito Comunista Italiano, Partito Democratico della Sinistra | Sindaco     | [ 11 ] |
| 19 maggio 1992    | 20 maggio 1993   | Giuseppe Tondo      | Democrazia Cristiana                                           | Sindaco     | [ 11 ] |
| 20 maggio 1993    | 22 novembre 1993 | Angelo Sorino       |                                                                | Comm. pref. | [ 11 ] |
| 22 novembre 1993  | 17 novembre 1997 | Donato De Mitri     |                                                                | Sindaco     | [ 11 ] |
| 17 novembre 1997  | 28 maggio 2002   | Antonio Scandone    | L'Ulivo                                                        | Sindaco     | [ 11 ] |
| 28 maggio 2002    | 29 maggio 2007   | Cosimo Gravili      | lista civica                                                   | Sindaco     | [ 11 ] |
| 29 maggio 2007    | 7 maggio 2012    | Donato De Mitri     | lista civica                                                   | Sindaco     | [ 11 ] |
| 7 maggio 2012     | 11 giugno 2017   | Giuseppe Tondo      | lista civica                                                   | Sindaco     | [ 11 ] |
| 11 giugno 2017    | 13 giugno 2022   | Antonio Rosato      | lista civica                                                   | Sindaco     | [ 11 ] |
| 13 giugno 2022    | in carica        | Cosimo Leuzzi       | lista civica                                                   | Sindaco     | [ 11 ] |